# Velingrad
Velingrad (Bulgaars: Велинград) is een stad in de Bulgaarse oblast Pazardzjik. Velingrad is de hoofdplaats van de gelijknamige gemeente en ligt in het westelijk deel van het Rodopegebergte.
De oude naam (voor 1948) van de stad is Kamenitsa.

## Gemeente Velingrad

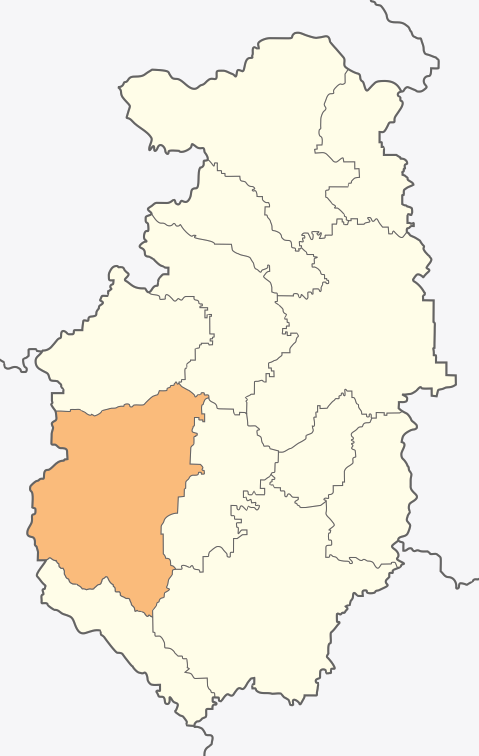
Locatie van de gemeente Velingrad in oblast Pazardzjik

De gemeente Velingrad bestaat uit 21 nederzettingen: de stad Velingrad en 20 dorpen. Op 1 januari 2015 hebben drie nederzettingen, de stad Sarnitsa en de dorpen Medeni Poljani en Pobit Kamak, zich afgescheiden van de gemeente Velingrad.
| - Ablanitsa (Абланица) - Alendarova (Алендарова) - Birkova (Биркова) - Bozjova (Бозьова) - Boetreva (Бутрева) - Dolna Dabeva (Долна Дъбева) - Draginovo (Драгиново) - Gorna Birkova (Горна Биркова) - Gorna Dabeva (Горна Дъбева) - Grasjevo (Грашево) - Joendola (Юндола) | - Kandovi (Кандови) - Krastava (Кръстава) - Pasjovi (Пашови) - Rochleva (Рохлева) - Sveta Petka (Света Петка) - Tsvetino (Цветино) - Tsjolakova (Чолакова) - Velingrad (Велинград) - Vranentsi (Враненци) - Vsemirtsi (Всемирци) |

## Bevolking

#### Bevolkingsontwikkeling
De bevolking van de stad en de gemeente Velingrad verdubbelde in de periode 1934-1992. Na de val van het communisme kampt de regio, net als elders in het land, met een bevolkingskrimp. Desalniettemin zijn de demografische indicatoren relatief gunstig. 
| Jaar               | 1934   | 1946   | 1956   | 1965   | 1975   | 1985   | 1992   | 2001   | 2011   | 2019   |
| stad Velingrad     | 10.782 | 12.592 | 18.146 | 20.077 | 23.848 | 25.432 | 25.634 | 24.818 | 22.602 | 21.076 |
| gemeente Velingrad | 16.938 | 20.299 | 27.534 | 30.640 | 35.380 | 37.564 | 38.281 | 37.728 | 35.757 | 33.529 |

Van de 22.602 inwoners die in februari 2011 in de stad Velingrad werden geregistreerd, waren er 3.373 jonger dan 15 jaar (15%), terwijl er 4.145 inwoners van 65 jaar of ouder werden geteld (18%).

### Etniciteit

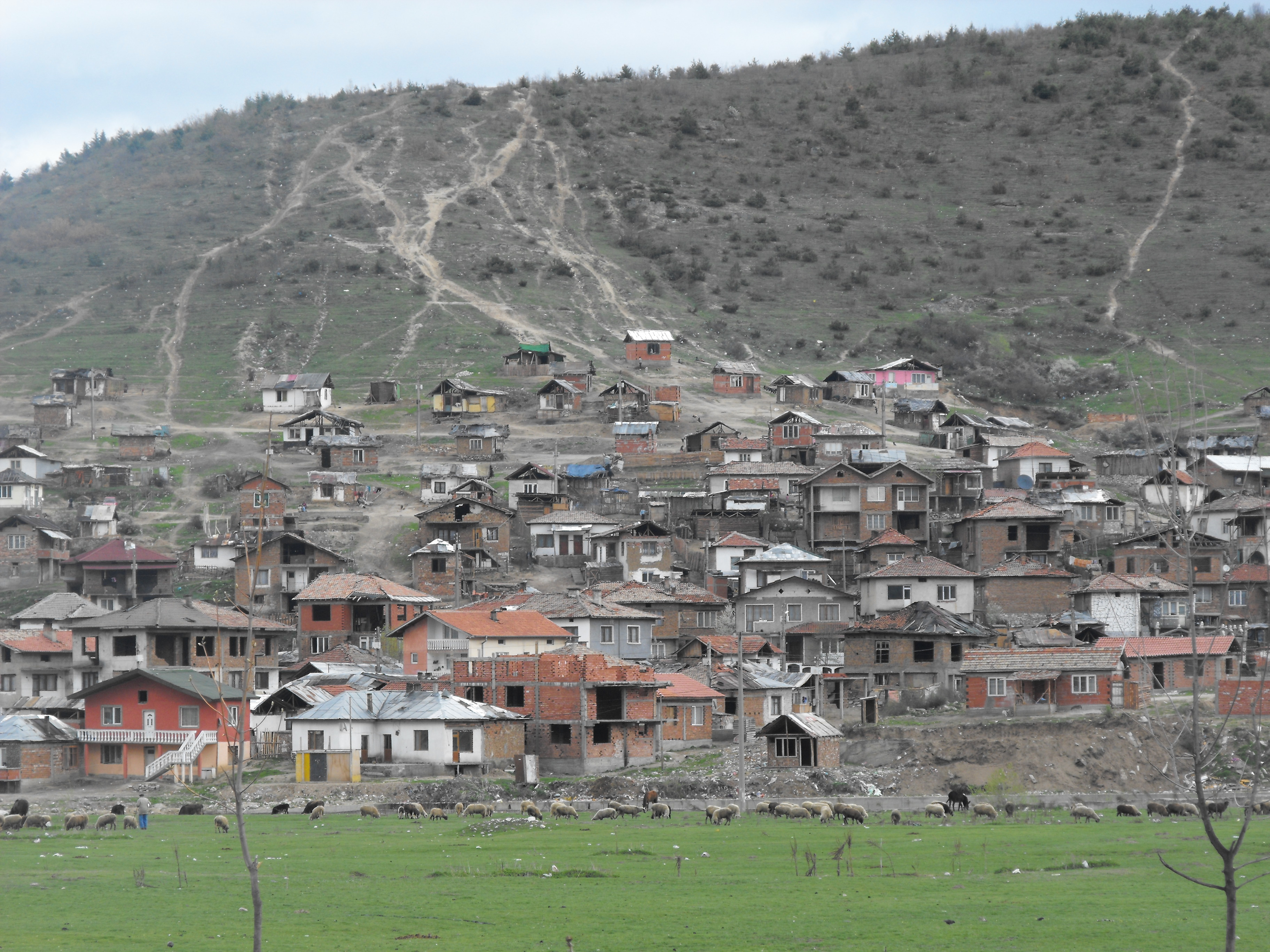
De 'zigeunerwijk' in Velingrad

De etnische Bulgaren vormen de grootste bevolkingsgroep. Zij zijn zowel islamitisch als orthodox. De islamitische Bulgaren, ook wel Pomaken genoemd, identificeren zichzelf bij de optionele volkstellingen vaak als etnische Turken of 'onbekend'. Er woont ook een relatief grote gemeenschap van de Roma.  
| stad Velingrad     | 88% | 0% | 10% | 2% |
| gemeente Velingrad | 80% | 5% | 7%  | 8% |

### Religie
Volgens de volkstelling van 2011 heeft de gemeente Velingrad een gemengde religieuze samenstelling. De aanhangers van de Bulgaars-Orthodoxe Kerk vormen 44,1% van de bevolking en de moslims vormen 43,8% van de bevolking. Beide religieuze groepen bestaan overwegend uit etnische Bulgaren. De rest van de bevolking is ongodsdienstig, protestants of heeft geen antwoord gegeven. Het aantal moslims varieerde van 10% in het jaar 1516 tot 89% in het jaar 1712. 
|                              | Aantal | Percentage (%) | Percentage (%) |
| 40707                        | Totaal | Respondenten   |                |
| ---------------------------- | ------ | -------------- | -------------- |
| Bulgaars-Orthodoxe Kerk      | 13142  | 32,28          | 44,12          |
| Katholieke Kerk in Bulgarije | 83     | 0,20           | 0,28           |
| Protestantisme               | 244    | 0,60           | 0,82           |
| Islam in Bulgarije           | 13050  | 32,06          | 43,82          |
| Overig                       | 32     | 0,08           | 0,11           |
| Onkerkelijk                  | 874    | 2,15           | 2,93           |
| Geen antwoord                | 2359   | 5,80           | 7,92           |
| Onbekend                     | 10923  | 26,83          | -              |

## Geboren
- Nicolai Ghiaurov (1929-2004), operazanger
- Ivan Goranov (1992), voetballer
- Kristian Golomeev (1993), zwemmer

## Afbeeldingen

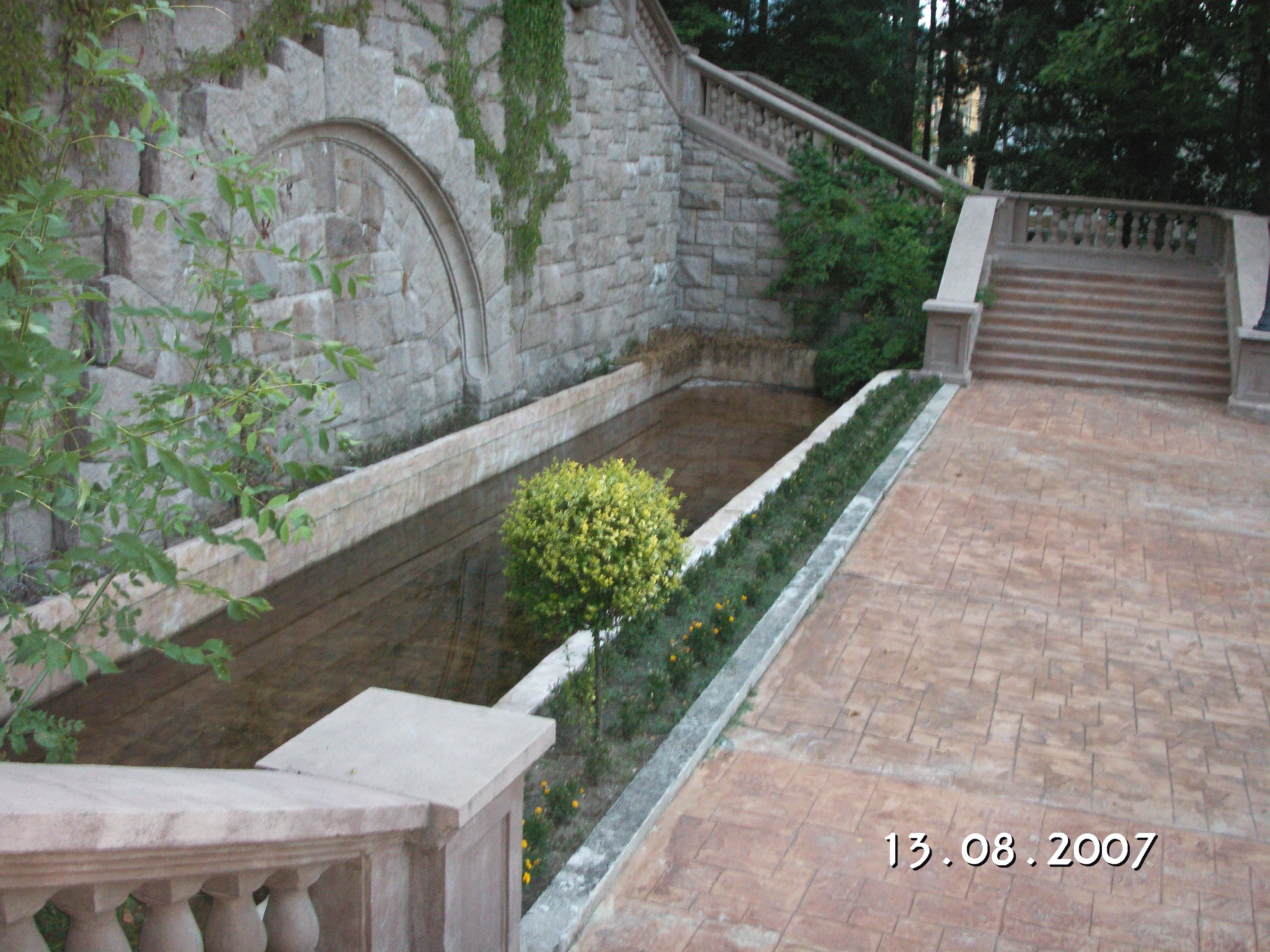
De wijk 'Ladzjene'
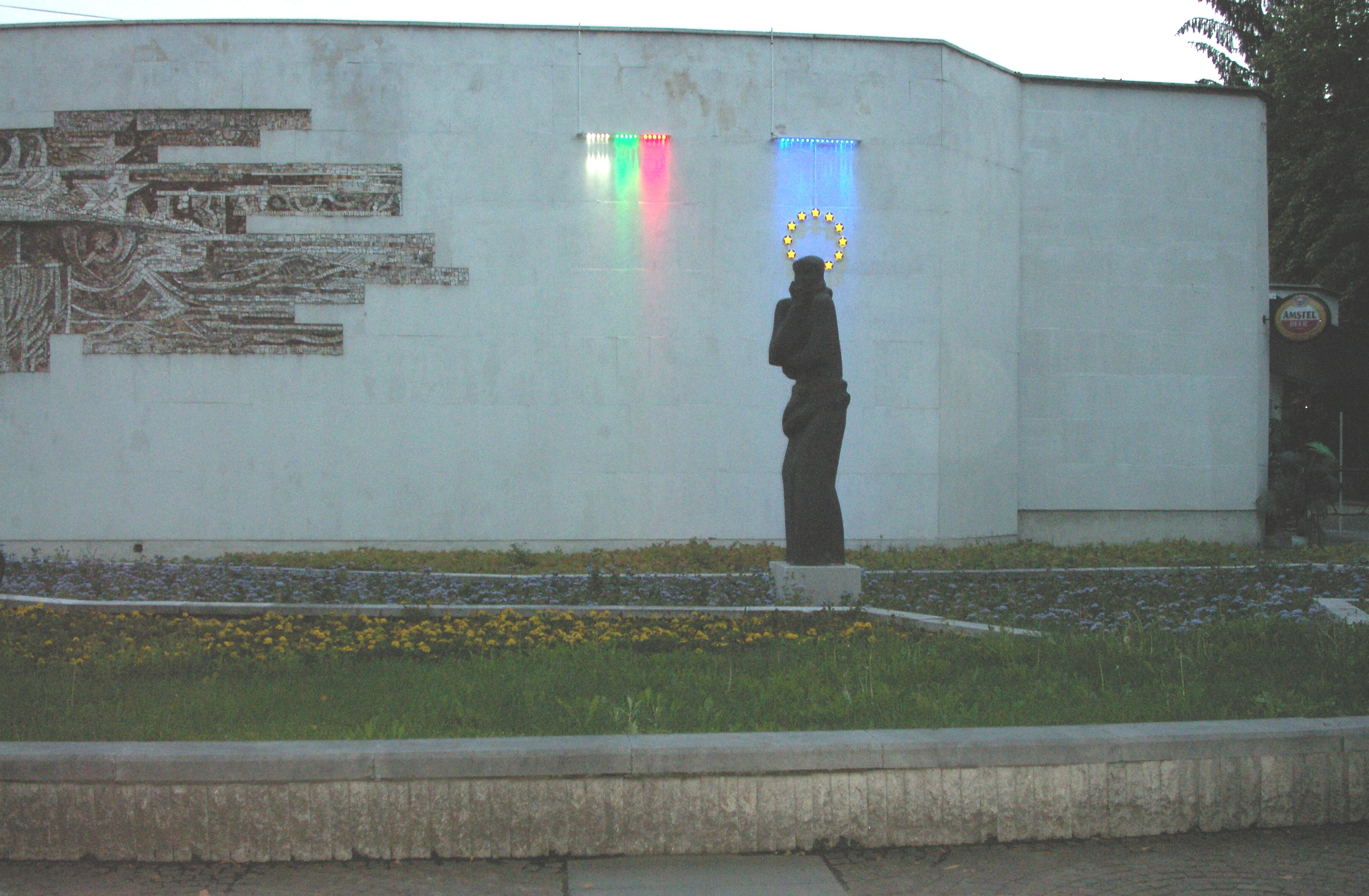
Het centrum
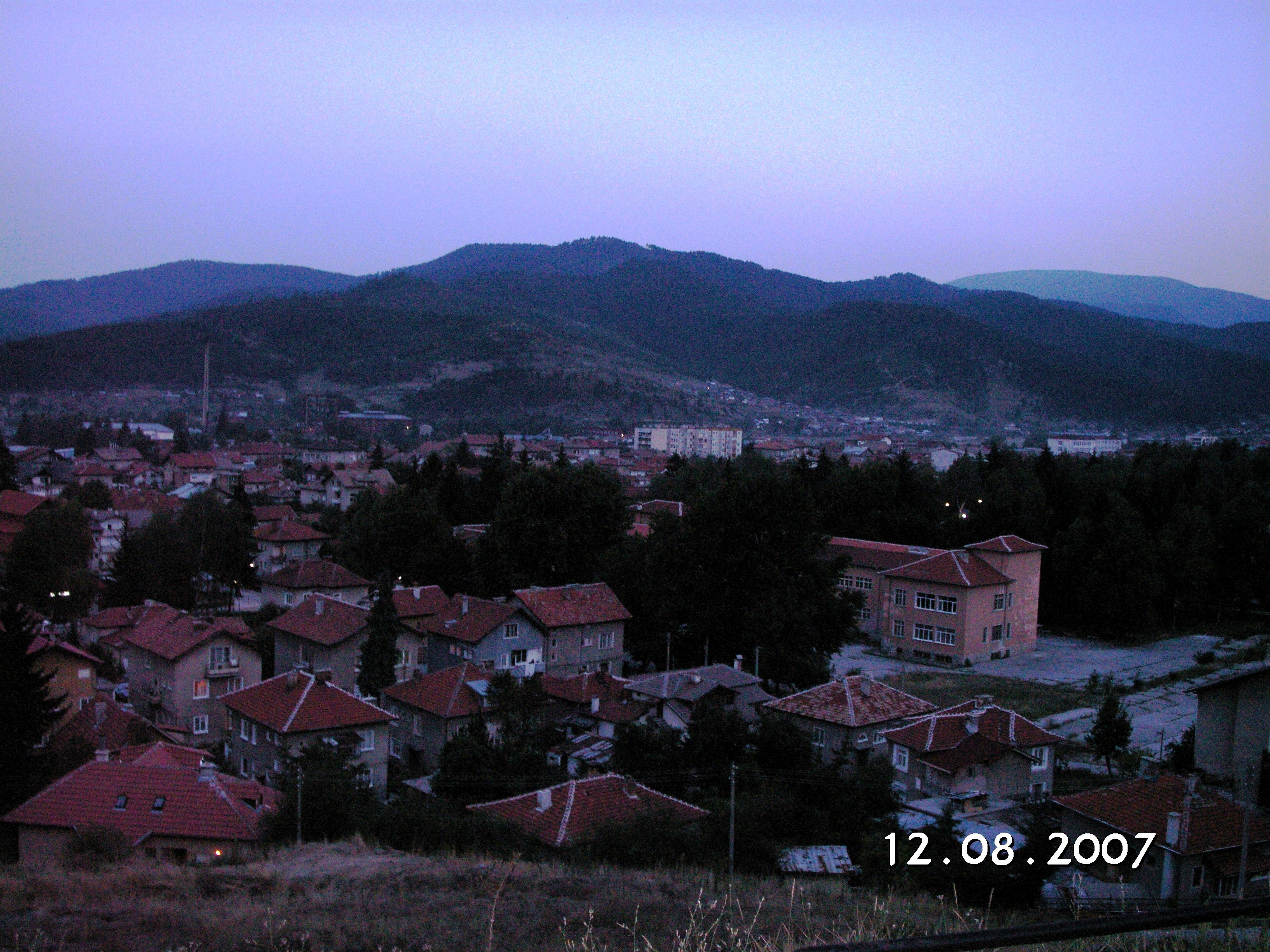
Velingrad na zonsondergang
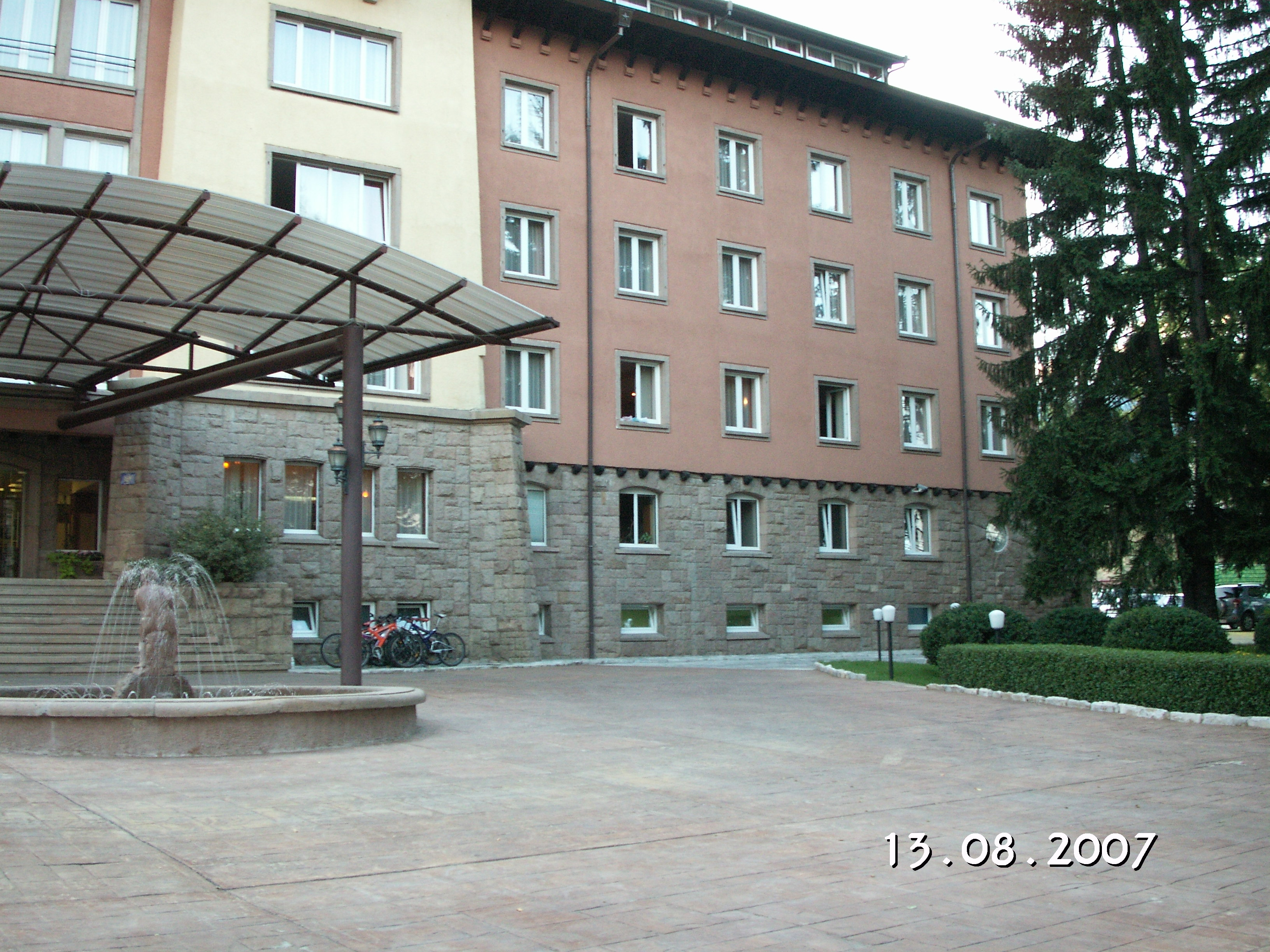
Een spa
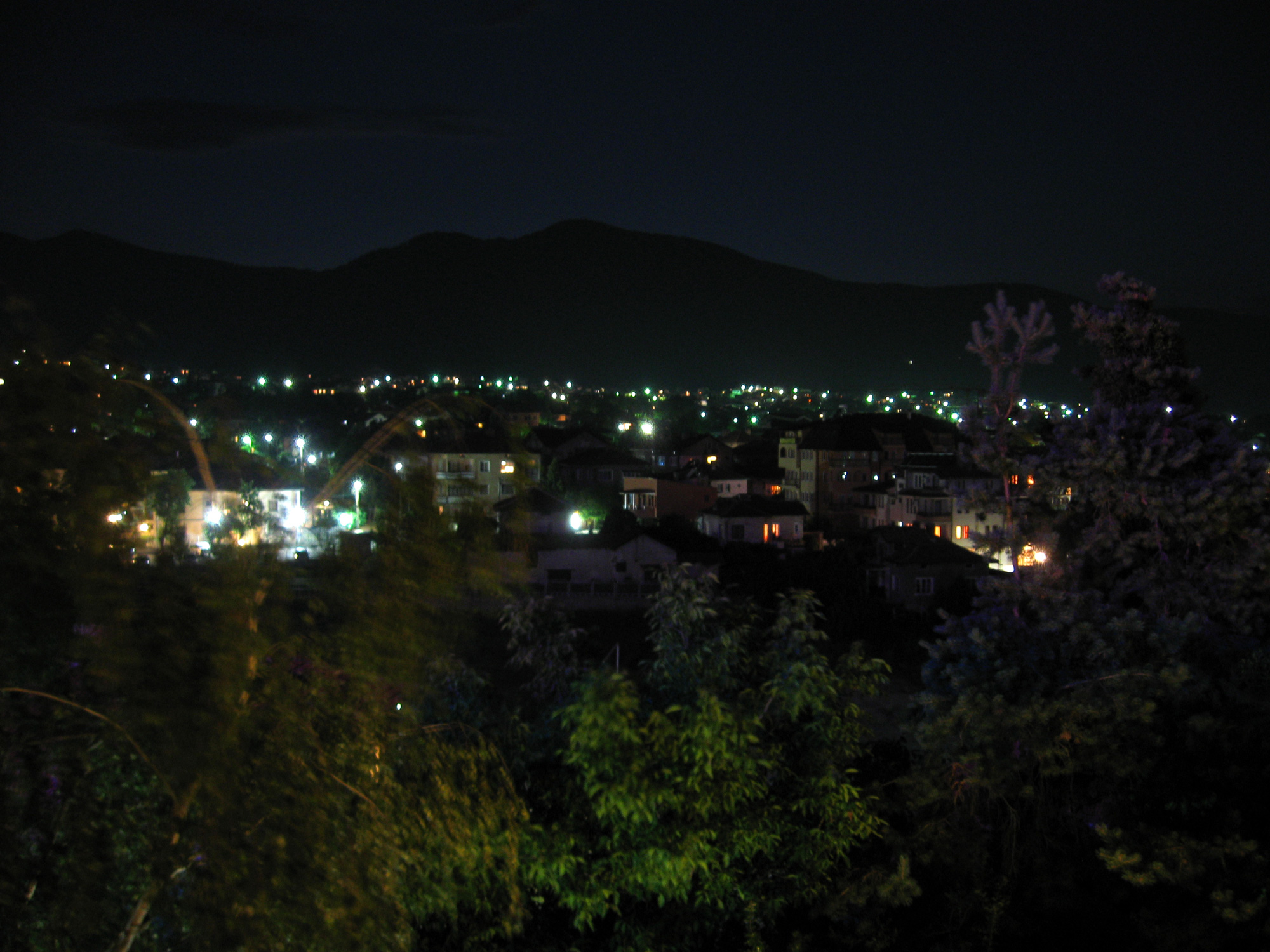
Velingrad in de avond
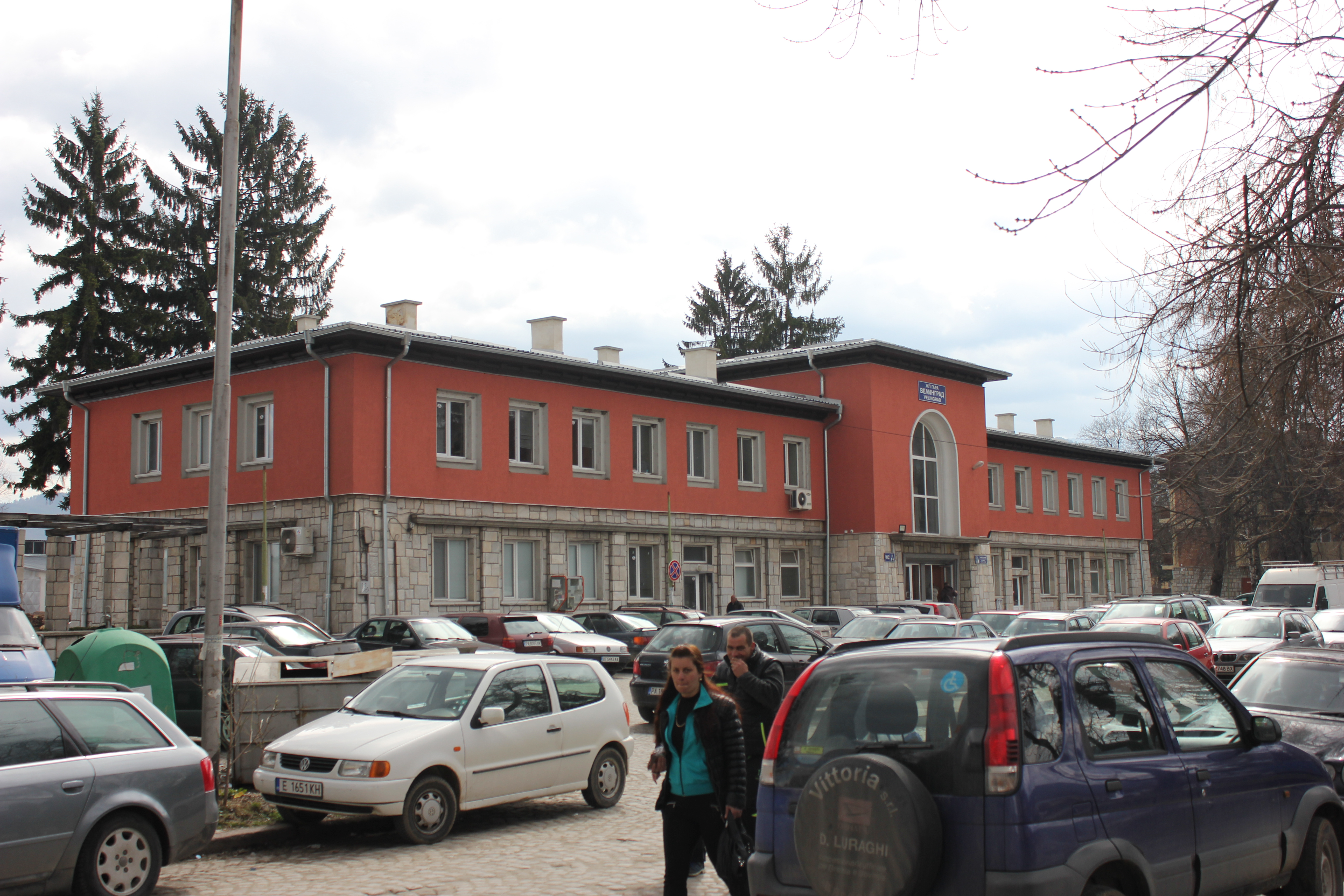
Het treinstation
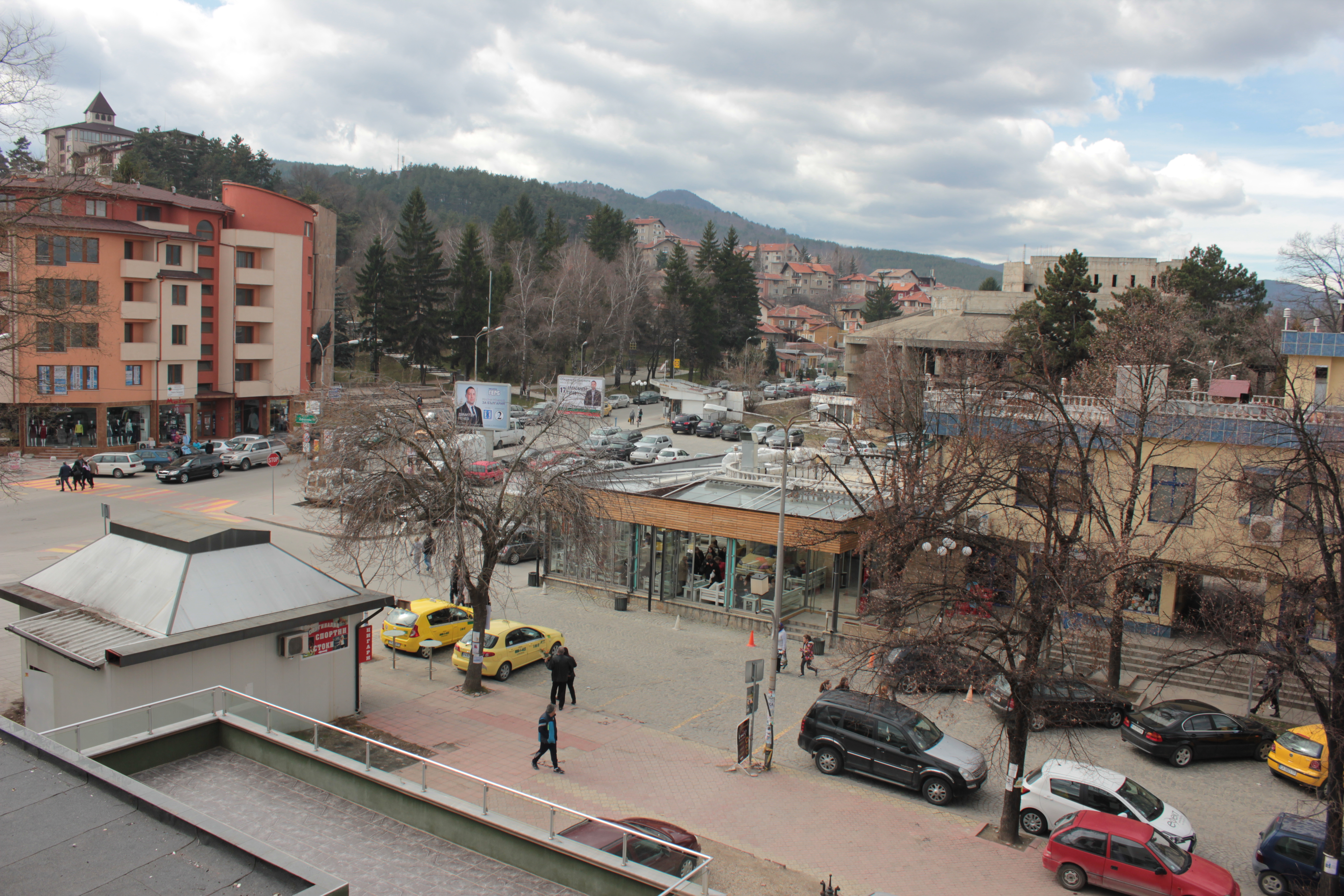
De wijk 'Zdravets'
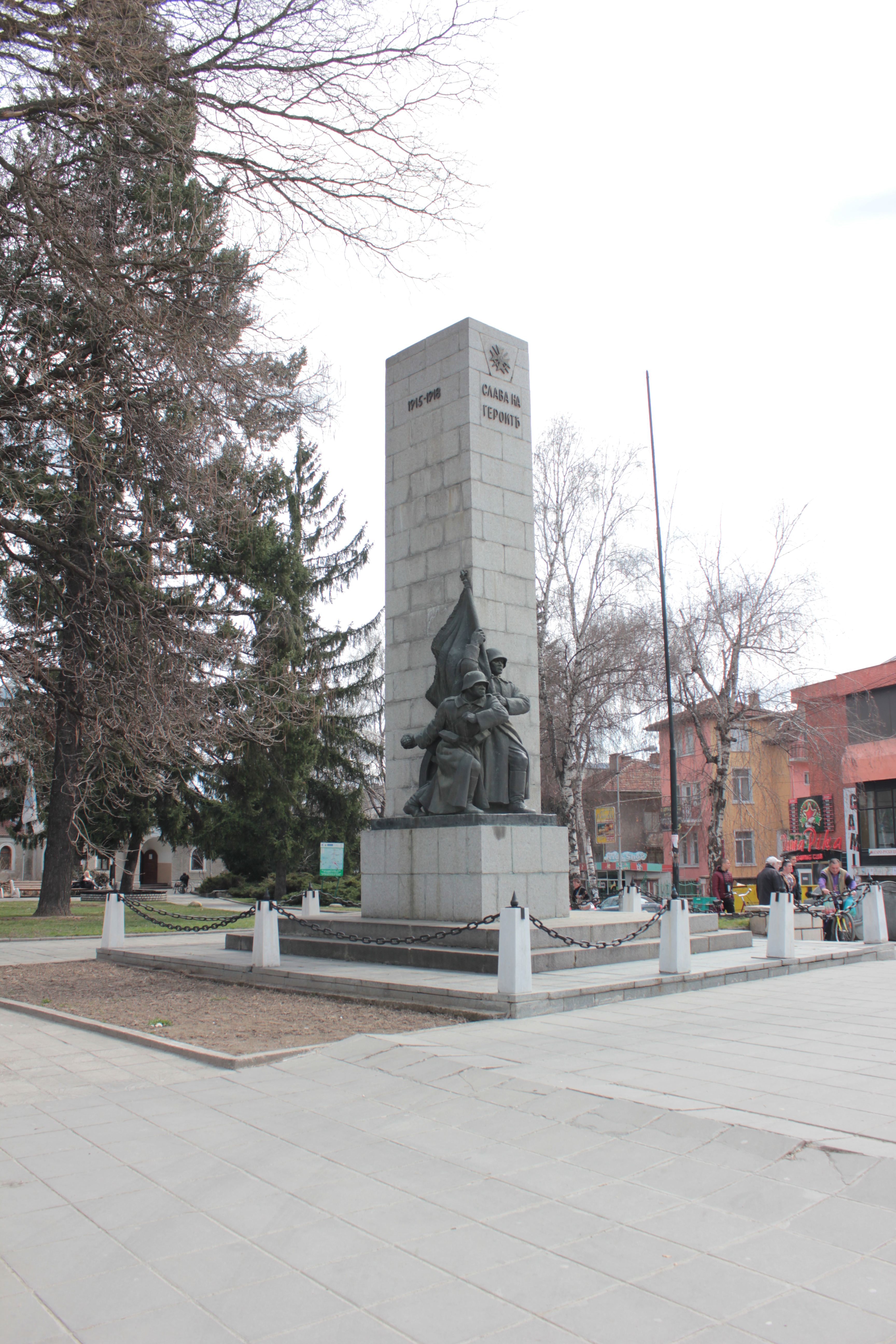
Oorlogsmonument
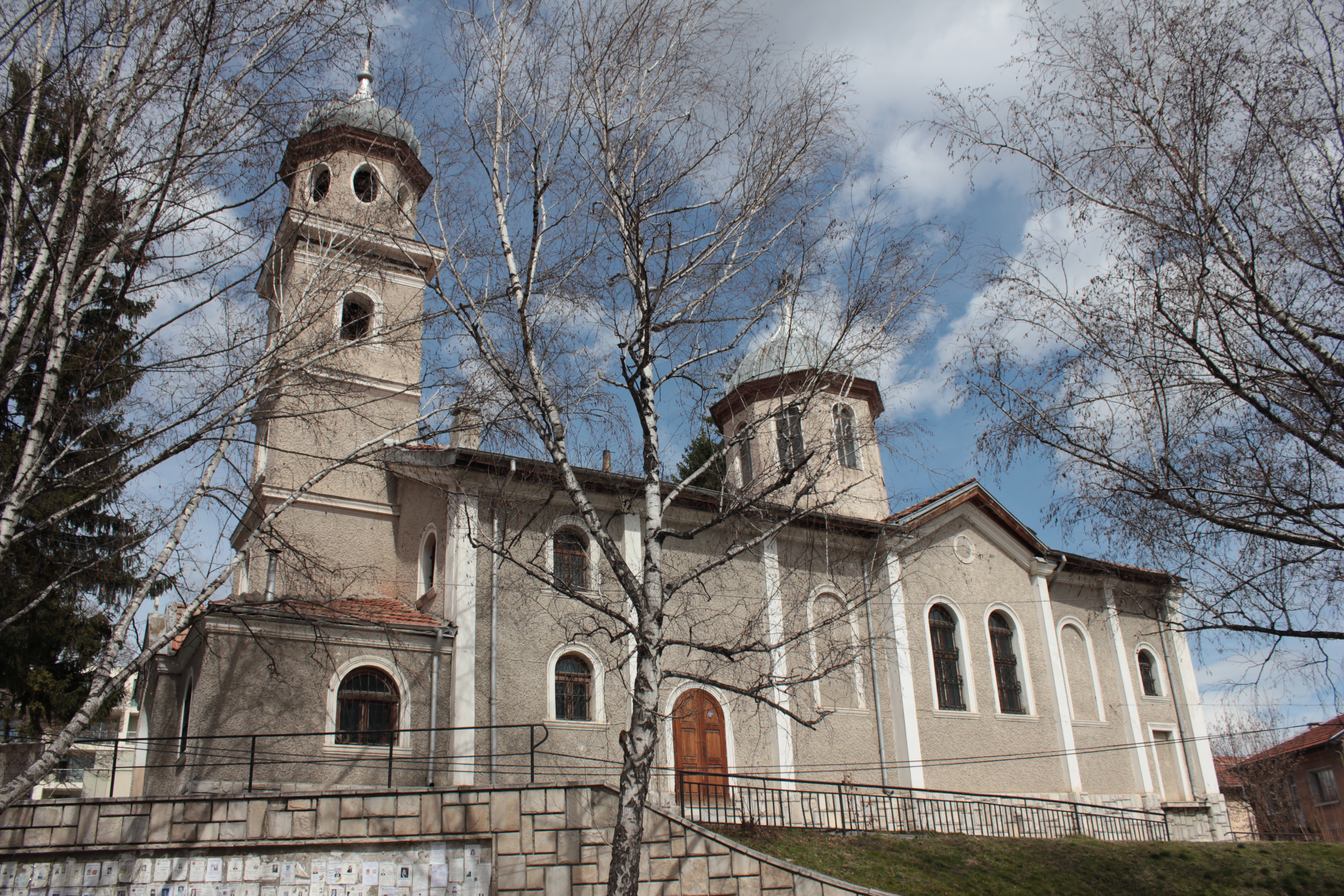
De kerk
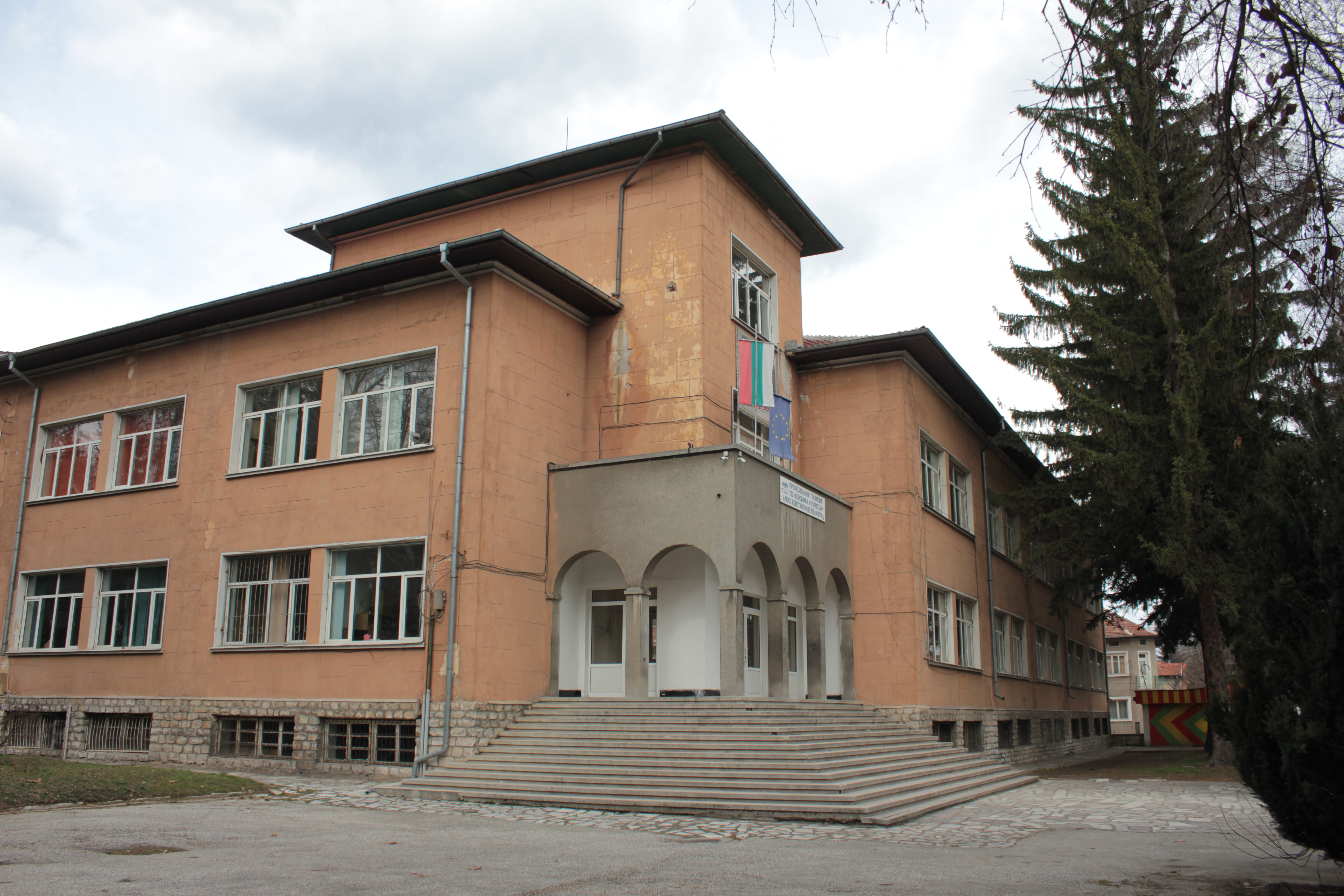
Een middelbare school
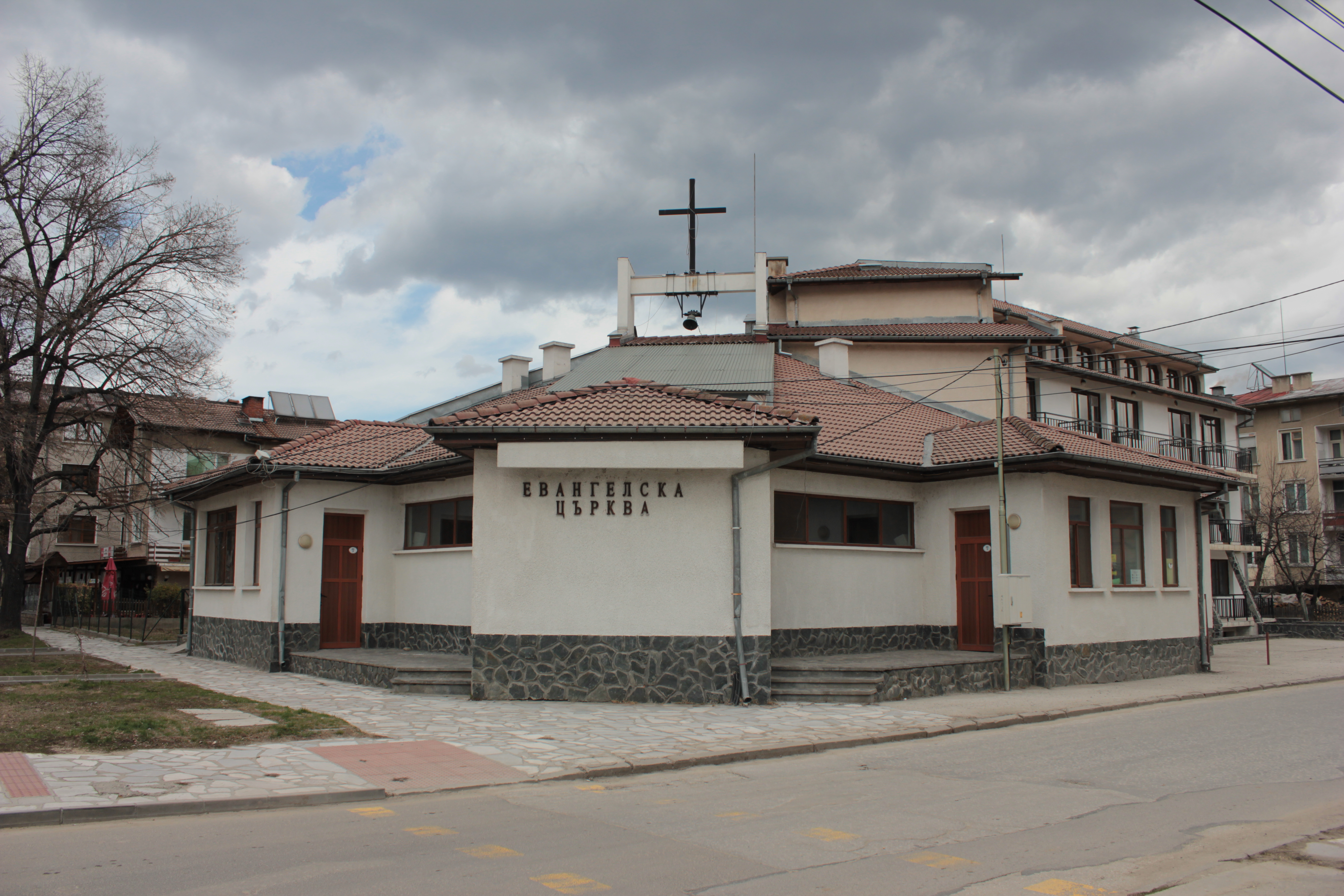
Evangelische kerk
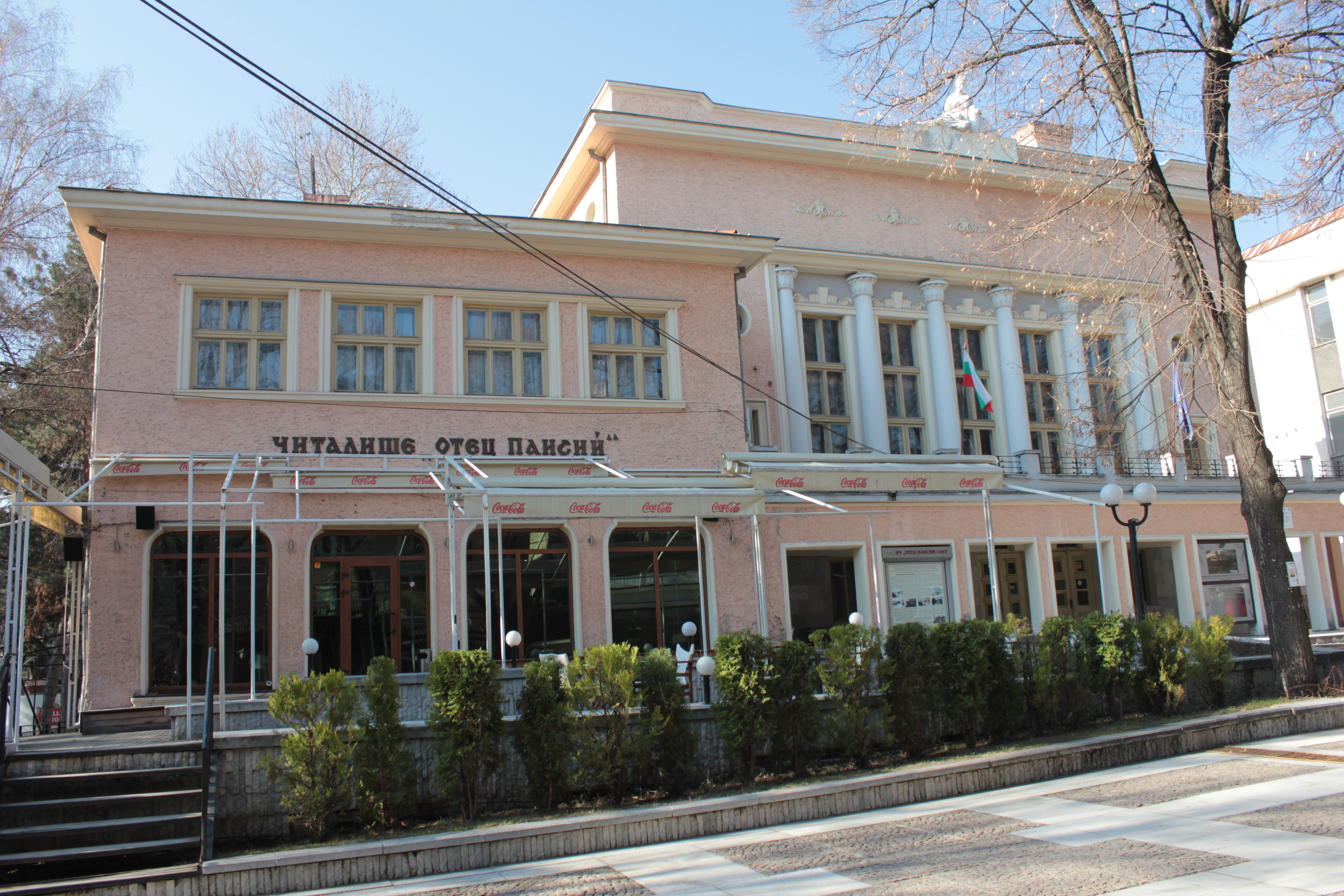
Het gemeenschapshuis